# Президенти Олегарио
Президенти Олегарио (на португалски: Presidente Olegário) е град — община в северозападната част на бразилския щат Минас Жерайс. Общината е част от икономико-статистическия микрорегион Паракату, мезорегион Северозападен Минас. Населението на общината към 2010 г. е 18 546 души, а територията е 3531.221 km² (17,2 д./km²).
Общината се състои от три окръга: градския център, Галена и Понти Фирми (познат и със старото му име Сао Педро да Понти Фирми), известен със зърнените си култури, с което се откроява като един от основните производители в Минас Жерайс и Бразилия

## История
Първите сведения за местността се свързват с ранчо за тропейроси (каубои), идващи от Паракату; край него с времето се обособява малко селище наречено Брежо Алегри. На 10 октомври 1851 г., след като църквата прави дарение за построяването на параклис в чест на св. Рита ди Касия, селището е преименувано на Санта Рита да Боа Сорти. През 1867 г., местността става окръг на град Паракату. През 1888, след включването му в община Санто Антонио дос Патос (дн. Патос ди Минас), бива наречен Санта Рита ди Патос
През 1938 г. окръгът придобива статут на община и е преименуван на Президенти Олегарио, в чест на Олегарио Масиел, политически лидер в региона, който умира по време на мандата си като президент на щата Минас Жерайс.
Освен главния окръг, в границите на общината влизат още четири окръга: Галена, Лагамар, Понти Фирми и Лагоа Гранди. Лагамар става независима община чрез закон № 2.764, от 30 декември 1962 г.; по-късно се отцепва и Лагоа Гранди, със закон № 10.704, от 27 април 1992 г.

## География
Градът се намира на 18.41° ю.ш. и на 46.41° з.д. Територията на общината се намира в Централното бразилско плато, с преобладаване на образувания познати като шапада, (мн.ч. шападойнс) съставени предимно от седиментни терени, с доста плоски върхове и открити долини, обградени от стръмни скали. Най-голямата шапада — тази на Сао Педро, обхваща окръг Понти Фирми и част от градската част. Характерният биом в общината е Серадо.

## Икономика
Днес Президенти Олегарио е познат с широката си аграрна продукция; за целта има действаща програма за рационалното използване на земите на Серадото и на природните ресурси.
Има и интересни места с възможност за посещения, като напр. Биологичния резерват „Вереда Гранди“ и Перау дас Андориняс, образуван от пещери, в които се помещават лястовици в прелетния им период.